# Oreophryne wapoga
Espèce
Statut de conservation UICN

 DD  : Données insuffisantes
Oreophryne wapoga est une espèce d'amphibiens de la famille des Microhylidae.

## Répartition
Cette espèce est endémique de la province indonésienne de Papouasie en Nouvelle-Guinée occidentale. Elle se rencontre sur l'île Yapen ainsi que dans le haut-bassin du fleuve Wapoga,.

## Étymologie
Cette espèce est nommée en référence au lieu de sa découverte, le haut-bassin du fleuve Wapoga.

## Publication originale
- Günther, Richards & Iskandar, 2001 : Two new species of the genus Oreophryne from Irian Jaya, Indonesia (Amphibia, Anura, Microhylidae). Spixiana, vol. 24, p. 257-274 (texte intégral).